# Fentolamina
La fentolamina es un medicamento con propiedades alfa-anti-adrenérgicas no-selectivas. Su principal acción es la vasodilatación. La aplicación clínica principal es en el control de hipertensión de emergencia, especialmente por razón del feocromocitoma. Tiene también aplicación en la hipertensión arterial inducida por cocaína cuando se tiende a evitar el uso de beta bloqueantes y cuando los bloqueadores de canales de calcio no son efectivos. En esos casos se prefiere la terapia intravenosa pues una sola dosis en bolo tiende a causar una caída precipitosa de la tensión arterial. Cuando se da en una inyección, causa que se dilaten los vasos sanguíneos aumentando el flujo de sangre. En la disfunción eréctil, al inyectar fentolamina en el pene, aumenta el flujo sanguíneo, produciendo una erección.

## Farmacología
La fentolamina, a diferencia de otros antagonistas de los receptor adrenérgico alfa como la prazosina, terazosina y doxazosina, tiene una selectividad igual por el receptor α1 como por el receptor α2. No se conocen bien las propiedades farmacocinéticas de la fentolamina, aunque se sabe que tiene una limitada absorción después de su administración oral y que tiene una vida media entre 5-7 horas. Los efectos secundarios más frecuentes incluyen estimulación cardíaca (taquicardia), isquemia, congestión nasal y dolor de cabeza.